# 5947 Бонні
5947 Бонні (5947 Bonnie) — астероїд головного поясу, відкритий 21 березня 1985 року.
Тіссеранів параметр щодо Юпітера — 3,322.